# Alixan
Alixan este o comună în departamentul Drôme din sud-estul Franței. În 2009 avea o populație de 2.362 de locuitori.

## Evoluția populației
| An        | 1975  | 1982  | 1990  | 1999  | 2006  | 2009  |
| --------- | ----- | ----- | ----- | ----- | ----- | ----- |
| Populație | 1.099 | 1.335 | 1.703 | 2.080 | 2.217 | 2.362 |